# 半月山摩崖造像
半月山摩崖造像位於四川省資陽市雁江區碑记镇半月村半月山西北面山腰，始凿于唐代，现存龛窟6个、造像10尊、题记5则，其中第6号龛主像为高20.29米的弥勒佛造像，称为半月山大佛。1991年4月16日公佈為四川省第三批文物保護單位。2013年3月5日列為第七批全國重點文物保護單位。